# St. Vitus (Mödishofen)

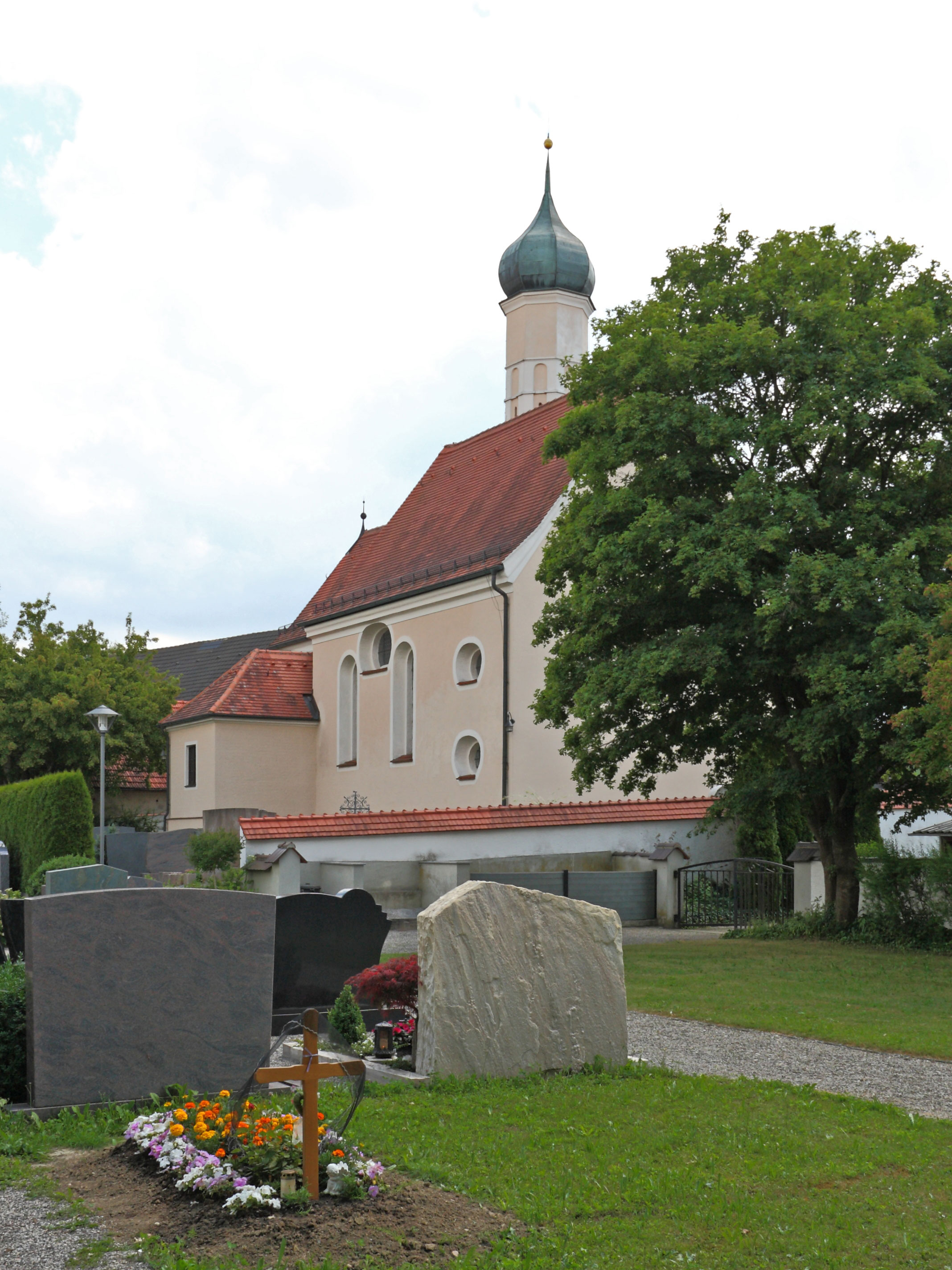
St. Vitus in Mödishofen

Die römisch-katholische Filialkirche St. Vitus steht in Mödishofen, einem Gemeindeteil von Ustersbach im schwäbischen Landkreis Augsburg von Bayern. Das Bauwerk ist in der Liste der Baudenkmäler in Ustersbach als Baudenkmal unter der Nr. D-7-72-211-11 eingetragen.

## Beschreibung
Das Langhaus der Saalkirche ist im Kern mittelalterlich. An ihn wurde 1750 im Osten der eingezogene, halbrund geschlossene Chor angebaut. Die unteren Geschosse des Chorflankenturms auf quadratischem Grundriss an der Südwand des Chors stammen aus dem 16. Jahrhundert. Er wurde in der 2. Hälfte des 17. Jahrhunderts mit einem achteckigen Geschoss, das die Turmuhr beherbergt, aufgestockt und mit einer Zwiebelhaube bedeckt. 
Der Innenraum des Langhauses ist mit einem Stichkappengewölbe überspannt, der des Chors mit einer Pendentifkuppel. Über dem Chorbogen befindet sich das Wappen der Äbtissin Anna Cäcilia Wachter vom Kloster Oberschönenfeld. Der angebrachte Stuck wird Franz Xaver Feuchtmayer zugeschrieben. Die Fresken hat Vitus Felix Rigl gestaltet. Von ihm stammt auch das Altarretabel des Hochaltars. Über den seitlichen Durchgängen des Hochaltars stehen die Statuen des Dominikus und des  Bernhard von Clairvaux.